# Here and There in Japan with Homer Croy
Here and There in Japan with Homer Croy è un cortometraggio muto del 1914 diretto da Homer Croy.

## Produzione
Il film fu prodotto dalla Nestor Film Company.

## Distribuzione
Distribuito dalla Motion Picture Distributors and Sales Company, il film - un cortometraggio di 150 metri - uscì nelle sale cinematografiche USA il 18 dicembre 1914.
Nelle proiezioni, veniva programmato con il sistema dello split reel, accorpato in un'unica bobina con un altro cortometraggio della Nestor, la commedia His Dog-Gone Luck.